# Municipio I
Municipio I (Centro Storico) is een zelfstandig stadsdeel en beslaat het oude centrum van Rome.

## Onderverdeling
Municipio I bestaat uit de volgende 21 districten (rioni): Monti, Trevi, Colonna, Campus Martius, Ponte, Parione, Regola, Sant'Eustachio, Pigna, Campitelli, Sant'Angelo, Ripa, Trastevere, Esquilino, Ludovisi, Sallustiano, Castro Pretorio (gedeeltelijk), Celio, Testaccio, San Saba.
De enige rione die niet bij Municipio I hoort is Prati, deze hoort bij Municipio XVII.